# Homeognathia flemingi
Homeognathia flemingi är en kräftdjursart som först beskrevs av Heron och Damkaer 1978.  Homeognathia flemingi ingår i släktet Homeognathia och familjen Lubbockiidae. Inga underarter finns listade i Catalogue of Life.